# Biczyce Górne
Biczyce Górne (bis 29. Mai 1953 Biczyce Polskie, deutsch Polnisch Bischitz) ist eine Ortschaft mit einem Schulzenamt der Gemeinde Chełmiec im Powiat Nowosądecki der Woiwodschaft Kleinpolen, Polen.

## Geographie
Der Ort liegt im Sandezer Becken (Kotlina Sądecka).
Die Nachbarorte sind Klęczany im Norden, Chełmiec und Biczyce Dolne im Osten, Niskowa im Süden, Trzetrzewina im Westen.

Das Dorf in der Gemeinde

## Geschichte
Seit 1257 gehörte das Dorf Biczyce zu Kinga von Polen und seit etwa 1280 zu den Klarissen in Stary Sącz.
Nach der Ersten Teilung Polens kam Biczyce zum neuen Königreich Galizien und Lodomerien des habsburgischen Kaiserreichs (ab 1804).
Im Jahre 1788 wurden im Zuge der Josephinischen Kolonisation deutsche Kolonisten lutherischer Konfession angesiedelt. Das Dorf wurde in zwei Teile getrennt: Biczyce Polskie/Polnisch Bischitz (heutiges Biczyce Górne) und Biczyce Niemieckie/Deutsch Bischitz (heutiges Biczyce Górne). Die Protestanten gehörten zur Gemeinde in Nowy Sącz. Bis Ende des 19. Jahrhunderts wurden die Nachgeborenen der Kolonisten zum Teil polonisiert. Im Jahre 1900 hatte das Dorf Biczyce Polskie in 77 Häusern 462 Einwohner, davon 446 polnischsprachig, 16 deutschsprachig, 428 römisch-katholisch, 9 Juden und 25 anderer Glaube (überwiegend evangelisch).
1918, nach dem Ende des Ersten Weltkriegs und dem Zusammenbruch der k.u.k. Monarchie, kam Biczyce Górne zu Polen. Unterbrochen wurde dies durch die Besetzung Polens durch die Wehrmacht im Zweiten Weltkrieg, während der es zum Generalgouvernement gehörte.
Von 1975 bis 1998 gehörte Biczyce Górne zur Woiwodschaft Nowy Sącz.

## Verkehr
Durch Biczyce Górne verläuft die Staatsstraße DK 28, die Zator durch Nowy Sącz mit Przemyśl verbindet.